# 約書亞·阿爾卡季
約書亞·阿爾卡季(英語:Joshua Borkovsky，1952年1月19日－) ，又名約書亞·博爾科夫斯基，是一位猶太裔的以色列艺术家。出生於里雄萊錫安，以色列藝術運動的代表人物，畢業於比撒列艺术设计学院。

## 生平
1952年1月19日，約書亞·阿爾卡季出生於以色列的里雄萊錫安，後來他在在耶路撒冷生活和工作。

## 个展
- 1979年 Yarkon园艺术馆，特拉维夫
- 1980年 猎人画廊，纽约
- 1985年 爱果布朗画廊，耶路撒冷
- 1986年 比扎莱尔学院美术馆，耶路撒冷
- 1987年 以色列博物馆，耶路撒冷
- 1988年 神器画廊，特拉维夫
- 1990年 吉梅尔画廊，耶路撒冷
- 1994年 “维吉尔之死”，神器画廊，特拉维夫
- 1998年 “针锥”，NOGA画廊，特拉维夫
- 2001年 “海角”，NOGA画廊，特拉维夫
- 2003年 “回声与水仙”，绘画，NOGA画廊，特拉维夫
- 2003年 “Anamorphoses”，照片，NOGA画廊，特拉维夫
- 2005年 “之间”，EIN-Harod艺术馆
- 2006年 “回声与水仙”，绘画，NOGA画廊，特拉维夫
- 2008年 “维拉图标”NOGA画廊，特拉维夫
- 2009年 “维拉图标”Oranim大学，Oranim

## 画廊

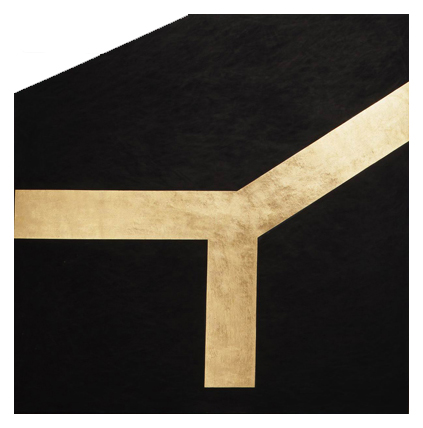
Pilgrimage, 1982 Israel Museum Collection B86.0877
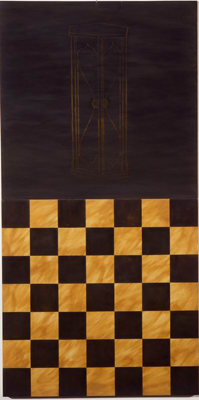
Untitled, 1989-1990 Israel Museum Collection B94.0753
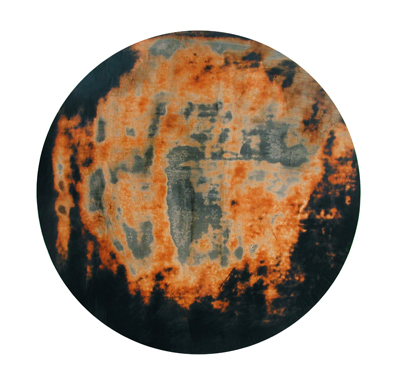
From Dream Stones series, 1990 Oil on Wood
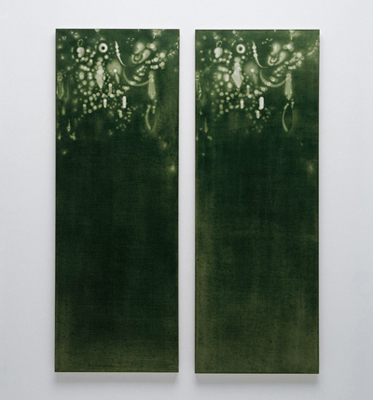
Untitled, from Pine Cone  series, 1998 Oil on Canvas
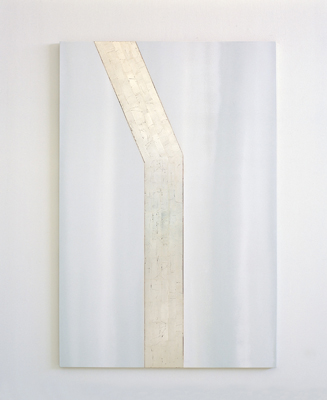
Untitled, from the Voyage series, 2001-2 Tempera and Gold Leaf on Wood Panel
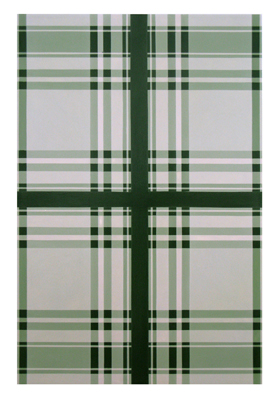
From the Vera Icon series, 2008 Tempera on Gesso on Wood

## 教育
- 1973-77 以色列貝扎雷藝術與設計學院
- 1981 纽约亨特大學

## 教學
- 1978 拉马特哈沙容大學教授藝術
- 1979 以色列貝扎雷藝術與設計學院教授雕塑, 在耶路撒冷希伯來大學有自己的工作室

## 奖项
- 2003年入围“光与物质”的比赛; 阿迪奖

## 外部連結
- 約書亞·阿爾卡季在以色列國家博物館上的相關頁面 （页面存档备份，存于）
- 約書亞·阿爾卡季在以色列博物館的資料庫上的個人信息
- Europeana – 搜尋結果